# Parque Nacional Deogyusan
O Parque Nacional Deogyusan está localizado nas províncias de Jeolla do Norte e Gyeongsang do Sul, na Coreia do Sul. Foi designado como o 10º parque nacional em 1975. O parque abriga um total de 1.067 espécies de plantas, 32 espécies de mamíferos, 130 espécies de pássaros, 9 espécies de anfíbios, 13 espécies de répteis, 28 espécieis de peixes e 1.337 espécies de insetos. Animais em extinção no parque incluem esquilo-voador, marta e lontra.